# Дани вина у Ривици
Дани вина у Ривици је привредно-фолклорна манифестација, која се од 2002. године сваког јануара одржава у Ривици, општина Ириг. Локалног је карактера, а организатори су МЗ Ривица, СО Ириг и ТО Ириг.
Централни део програма представља избор за најбољег подрумара и произвођача вина, а организују се и дегустације вина и сремских гастрономских производа. Пратећи програм обухвата такмичења у брзом испијању вина, пуцања из бича, прављења кобасице, као и наступи културно-уметничких друштава и тамбурашких оркестара.